# هنر مصر باستان

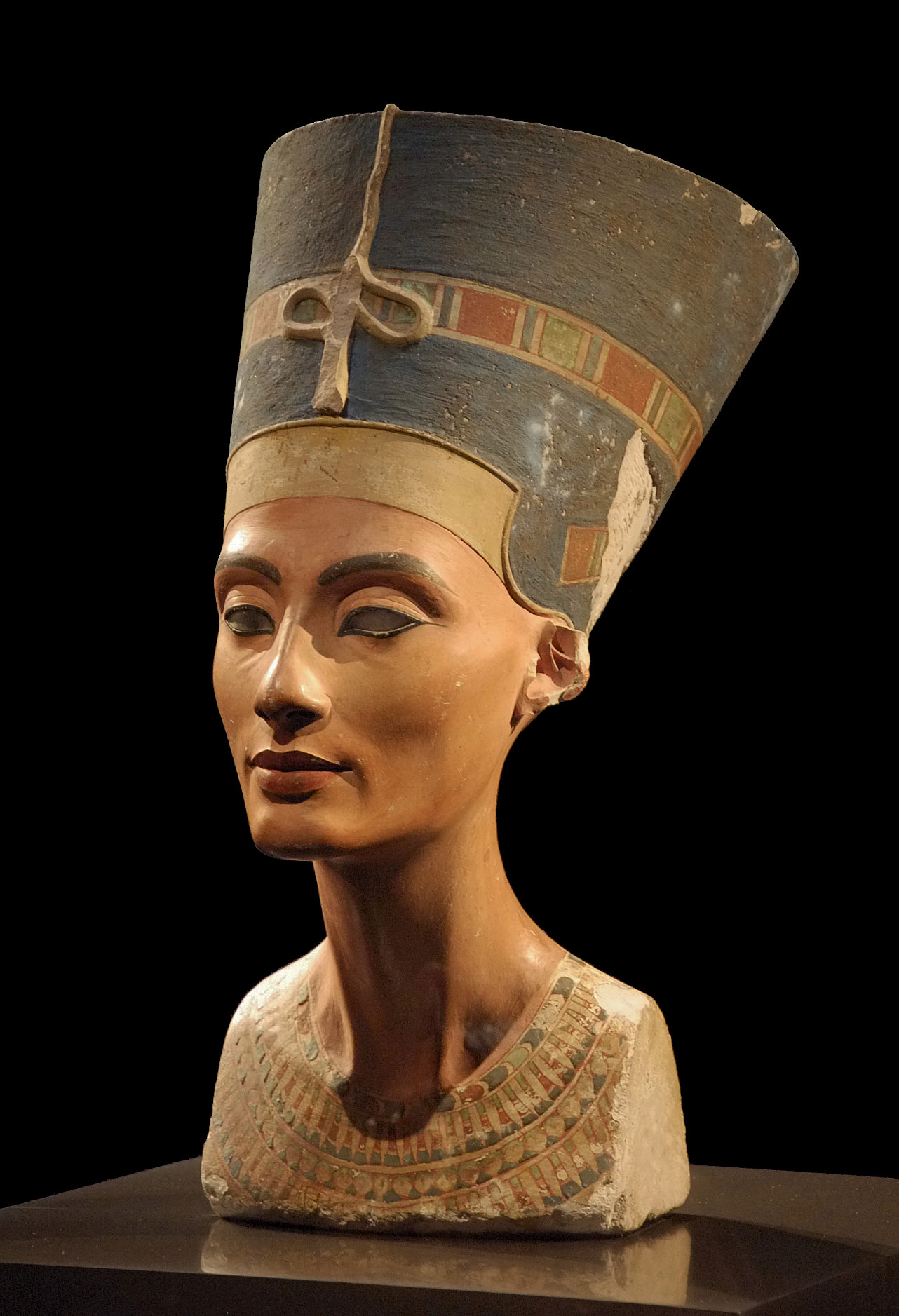
بالاتنه نفرتیتی، ۱۳۴۵ پیش از میلاد، موزه مصرشناسی برلین.

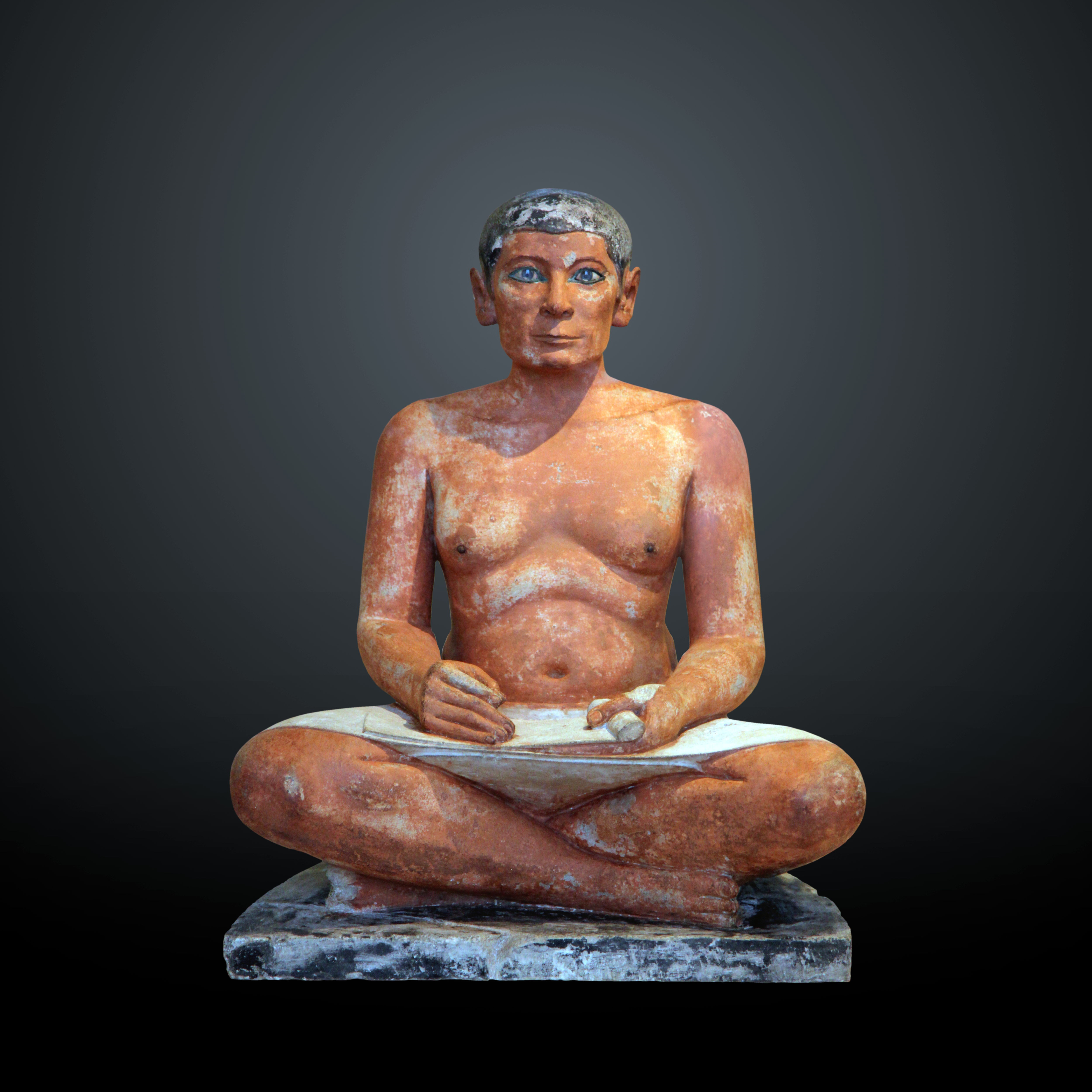
کاتب نشسته، تندیس برجسته‌ای از هنر مصر باستان است که در سال ۱۸۵۰ میلادی در حفاری از سراپیوم سقاره کشف شد. این تندیس که به شکل اعجاب‌آوری سالم‌مانده، یک کاتب مصری را نشان می‌دهد که نشسته و مشغول به کار است. زمان ساخت این تندیس، متعلق به پادشاهی کهن مصر (دودمان پنجم مصر، حوالی سال‌های ۲۴۵۰ تا ۲۳۲۵ از گاه‌شماری دوران مشترک یا دودمان چهارم مصر، حوالی سال‌های ۲۶۲۰ تا ۲۵۰۰ از گاه‌شماری دوران مشترک) است. ابعاد این تندیس ۵۳٫۷ سانتی‌متر (ارتفاع) در ۴۴ سانتی‌متر (عرض) در ۳۵ سانتی‌متر (عمق) است و اکنون در مالکیت موزهٔ لوور قرار دارد.

هنر مصر باستان شامل نقاشی، مجسمه‌سازی، معماری، هنر و دیگر گونه‌هایِ هنرِ تولید شده بدستِ تمدن مصر باستان در بخشِ پایینیِ درهٔ رود نیل(مصر سفلی) از حدود ۵۰۰۰ پیش از میلاد تا ۳۰۰ پس از میلاد است.
هنر در مصر باستان از دودمان دوم مصر آغاز شد و تا دودمان سوم مصر یعنی از ۳۰۰۰ پیش از میلاد تا قرن سوم توسعه و ادامه یافت.

## دوره‌ها
- پیشاتاریخ مصر (۴۲۱۰ پیش از میلاد تا ۲۶۸۰ پیش از میلاد)
- پادشاهی کهن مصر (۲۶۸۰ پیش از میلاد تا ۲۲۵۹ پیش از میلاد)
- پادشاهی میانه مصر (۲۲۵۸ پیش از میلاد تا ۱۷۸۶ پیش از میلاد)
- پادشاهی نوین مصر (۱۷۸۶ پیش از میلاد تا ۱۰۶۹ پیش از میلاد)
- دوره میانه سوم مصر (۱۰۶۹ پیش از میلاد تا ۶۶۴ پیش از میلاد)
- تاریخ هخامنشیان در مصر، اواخر دوره مصر باستان و آغاز استیلای هخامنشیان(۶۶۴ پیش از میلاد تا ۳۳۲ پیش از میلاد)
- دودمان بطلمیوسی (۳۳۲ تا ۳۰ پیش از میلاد)
- مصر (استان روم) (۳۰ پیش از میلاد تا مسیحی شدنِ هنر در قرن ۴ میلادی)

## نمادگرایی
حیوانات چهره‌های بسیار نمادین در هنر مصر بوده‌اند. رنگ‌ها از حالتِ طبیعیِ خود اغراق آمیزتر هستند: پوست قرمز برای جوانان که بر اثر کار سخت آفتاب سوخته شده‌اند بکار می‌رفت، در حالی که پوست زرد برای زنان و مردان میانسالی که در داخل خانه کار می‌کردند مورد استفاده قرار می‌گرفت. آبی یا طلایی نشان دهنده الوهیت بود و استفاده از سیاه و سفید برای چهره‌های سلطنتی استفاده می‌شد که بیان کنندهٔ باروری رود نیل بود.